# Regione di Biombo
La regione di Biombo è una regione della Guinea-Bissau situata all'ovest del paese. Il suo capoluogo è Quinhamel.
La regione confina a nord con la Regione di Oio e la Regione di Cacheu; ad est con il Settore Autonomo di Bissau; a sud e a ovest con l'Oceano Atlantico.

## Settori
La regione di Biombo è divisa in 3 settori:
- Prabis
- Quinhamel
- Safim